# ウンターディーセン
ウンターディーセン (ドイツ語: Unterdießen) はドイツ連邦共和国バイエルン州オーバーバイエルン行政管区のランツベルク・アム・レヒ郡に属す町村（以下、本項では便宜上「町」と記述する）で、フックスタール行政共同体を形成する自治体の一つである。

## 地理

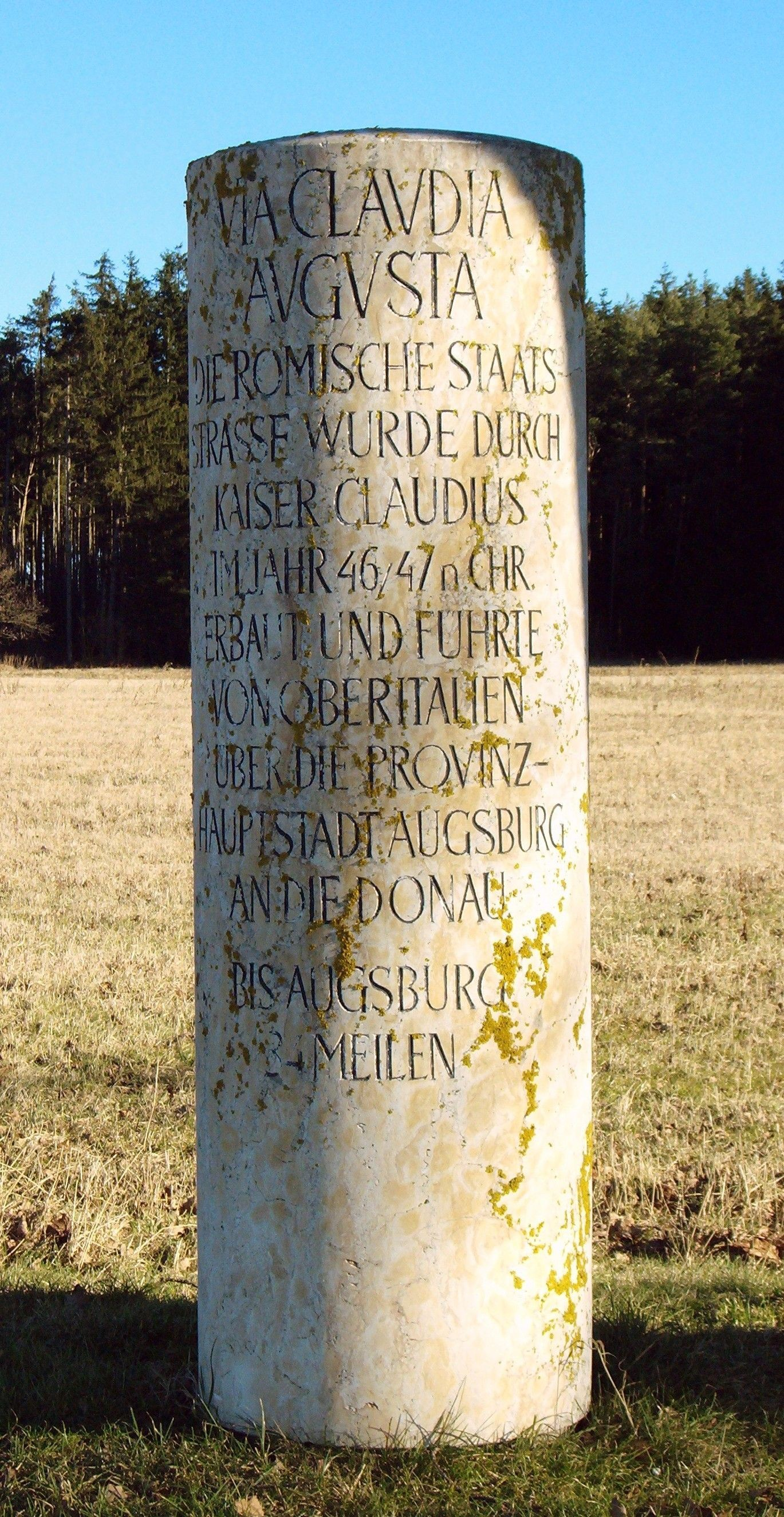
ウンターディーセンに建つクラウディア街道の里程標（レプリカ）

ウンターディーセンはローマ時代のクラウディア街道沿いに位置する。連邦道B17号線（ロマンティック街道）は、ウンターディーセン集落の数km東、ドルンシュテッテンとの間を通っている。
この町はレヒ川の西約2kmの広い段丘上に位置し、古いモーレンが東の境界をなしている。

### 自治体の構成
この町は、公式には3つの地区 (Ort) からなる。
- ドルンシュテッテン
- オーバーディーセン
- ウンターディーセン

オーバーディーセンおよびウンターディーセンをヴィースバッハ川が流れており、ドルンシュテッテンはこれより東に位置する。

## 歴史
現在の形の行政体としてのディーセンは、1972年の市町村再編によりウンターディーセンと、ドルンシュテッテンを含むオーバーディーセンが合併して成立した。
ローマ時代の西暦50年にはすでに最初のローマ街道としてクラウディア街道がフュッセンからこの町を通ってアウクスブルク方面に伸びていた。この街道とレヒ川に沿ってローマ軍団の定住地が造られた。当時のコインや陶片が出土している。初めて文献に記録されたのは1126年である。
ディーツェン家がこの町の名前の由来である。ディーツェンは古高ドイツ語で「盛り上がった山」を意味する Diuzan、あるいは「轟々と流れる川」を意味する中高ドイツ語の Tosen のいずれかがそのルーツである。ディーツェン家の紋章である金地に斜めの胸壁型は現在のこの町の紋章の原型である。

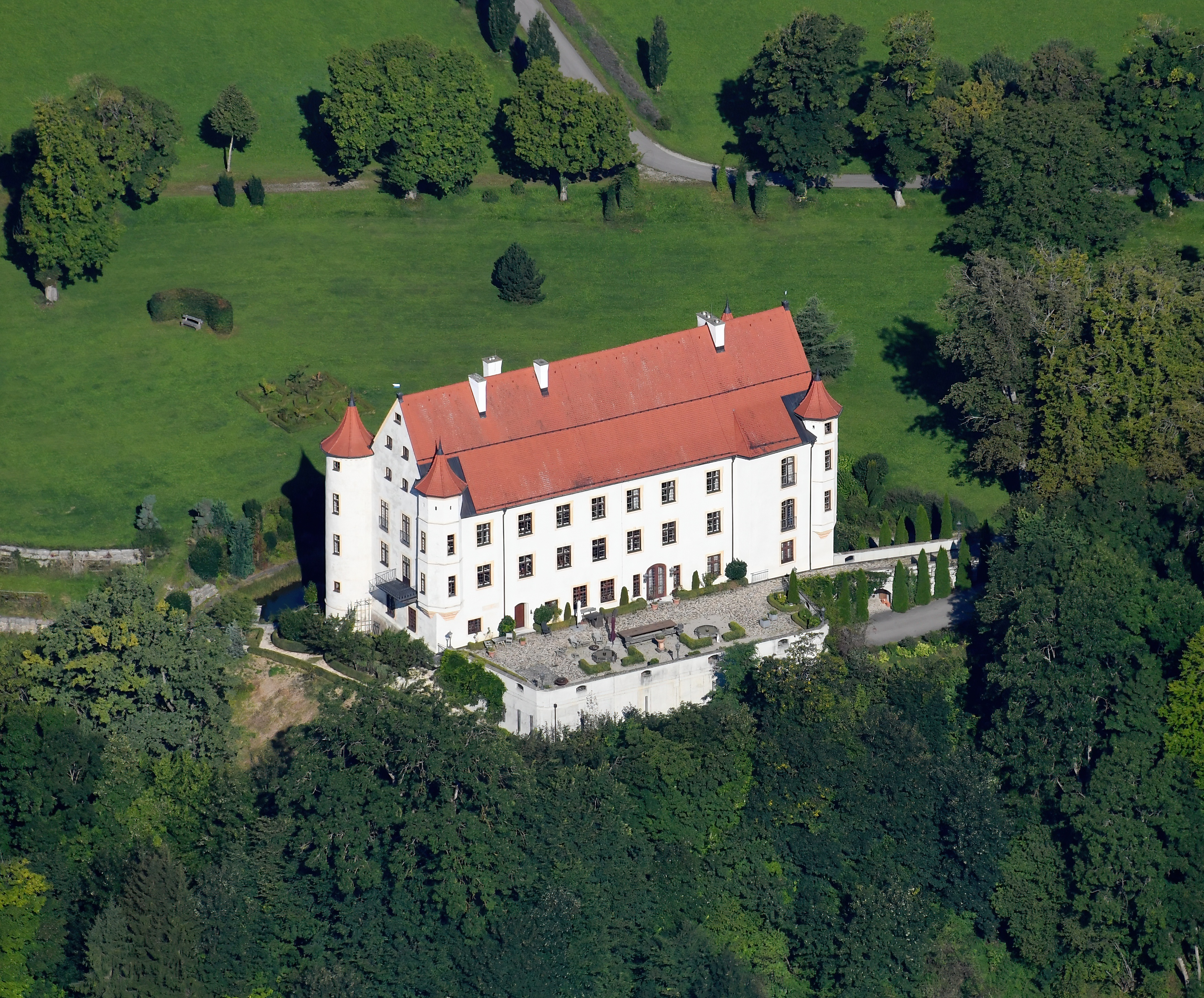
ウンターディーセン城

町の高台にウンターディーセン城がある。現在の建物は中世後期にフライベルク家によって建造されたものである。
待ちの風景は3つの集落の3つの教会によって形成されている。ウンターディーセンの聖ニコラウス教会（18世紀）、オーバーディーセンの聖ルパート教会、ドルンシュテッテンの聖ガンゴルフ教会（15世紀）である。

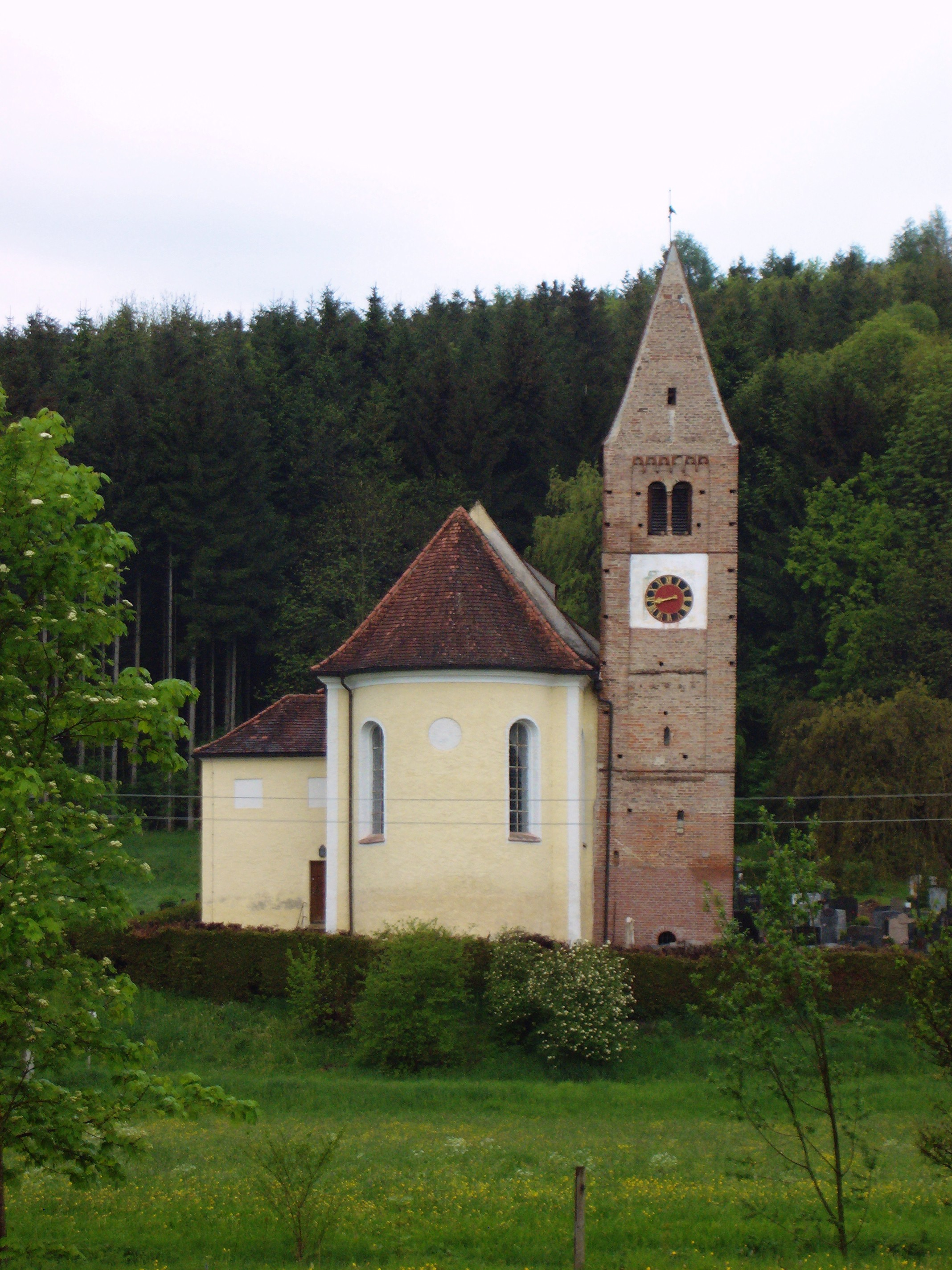
ウンターディーセンの聖ニコラウス教会
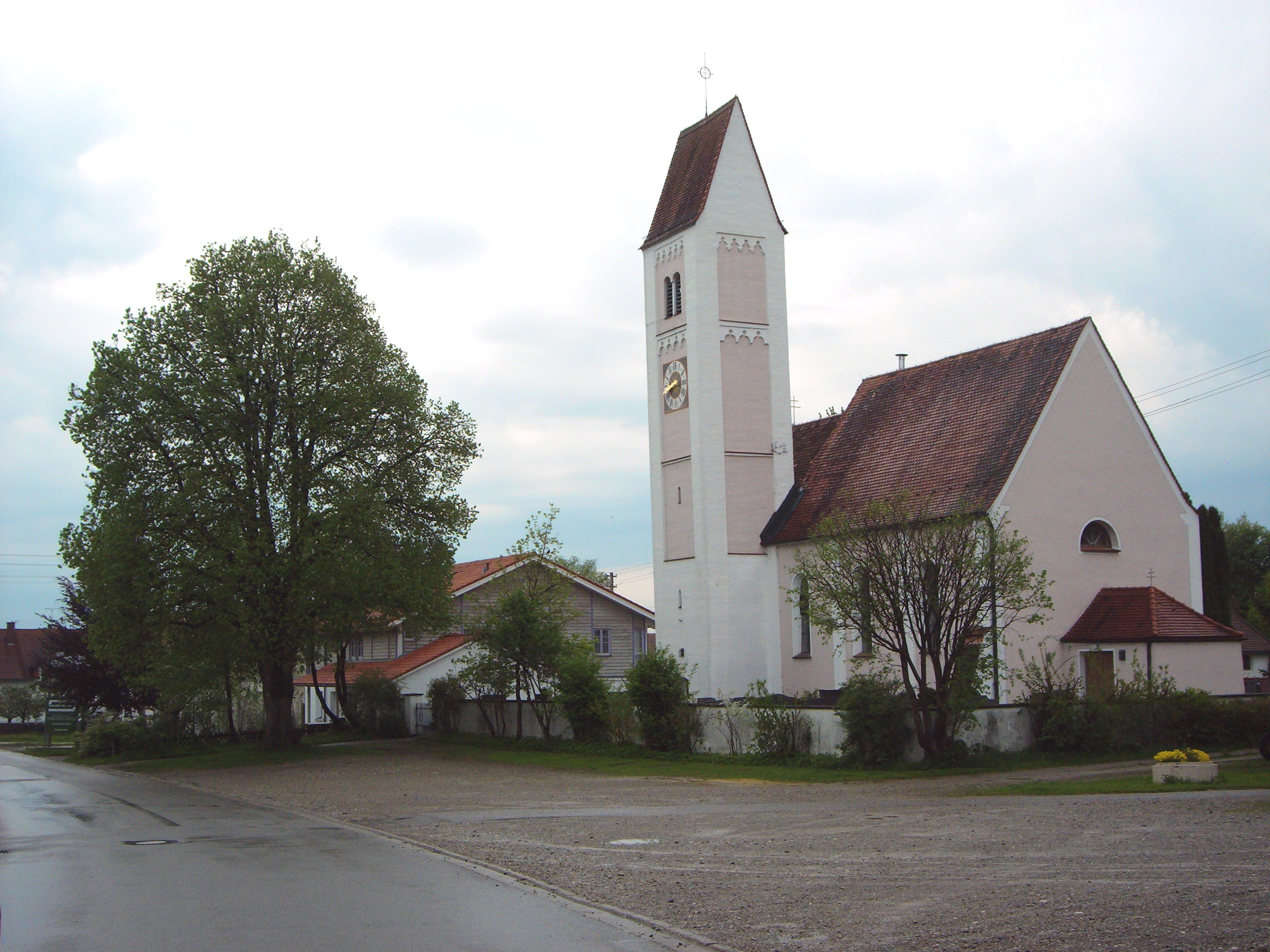
オーバーディーセンの聖ルパート教会
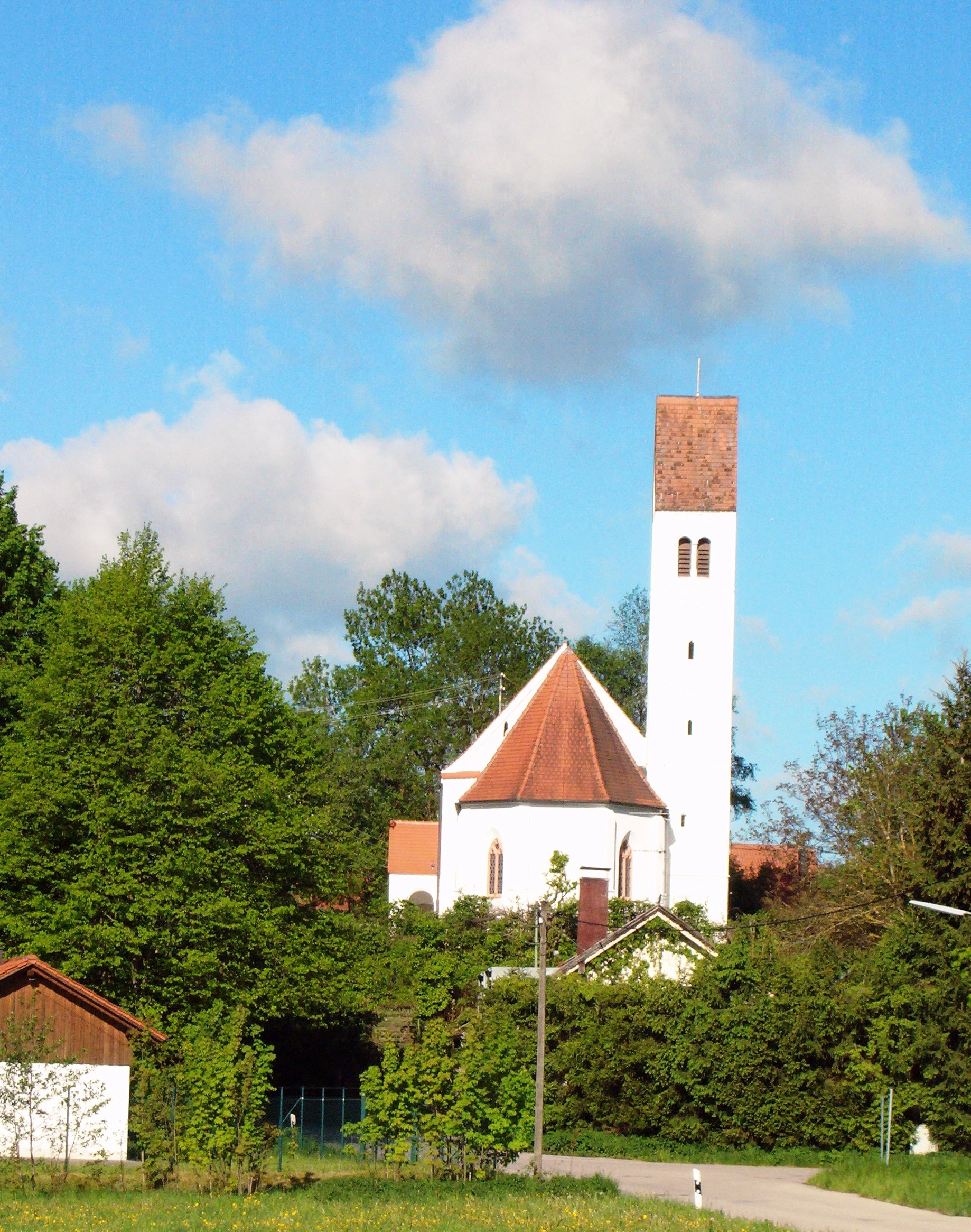
ドルフシュテッテンの聖ガンゴルフ教会

多くの世俗建築（たとえばドルフシュテッテンの古い水車小屋（1611年）やオーバーディーセンの校舎（1857年）など）もこの町を特徴づけている。

## 行政
町長はアレクサンダー・エントホーファーである。町議会は12議席からなる。

### 紋章
図柄: 雲形の分割線で斜めに二分割。向かって左上部分は青地に金のミトラ。向かって右下部分は金地に左上（向かって右上）に向かって斜めに配された黒い槍。

### 姉妹都市
- ディマーロ（イタリア、トレンティーノ＝アルト・アディジェ州）
- Orgerus（フランス、イヴリーヌ県）

## 文化と見所

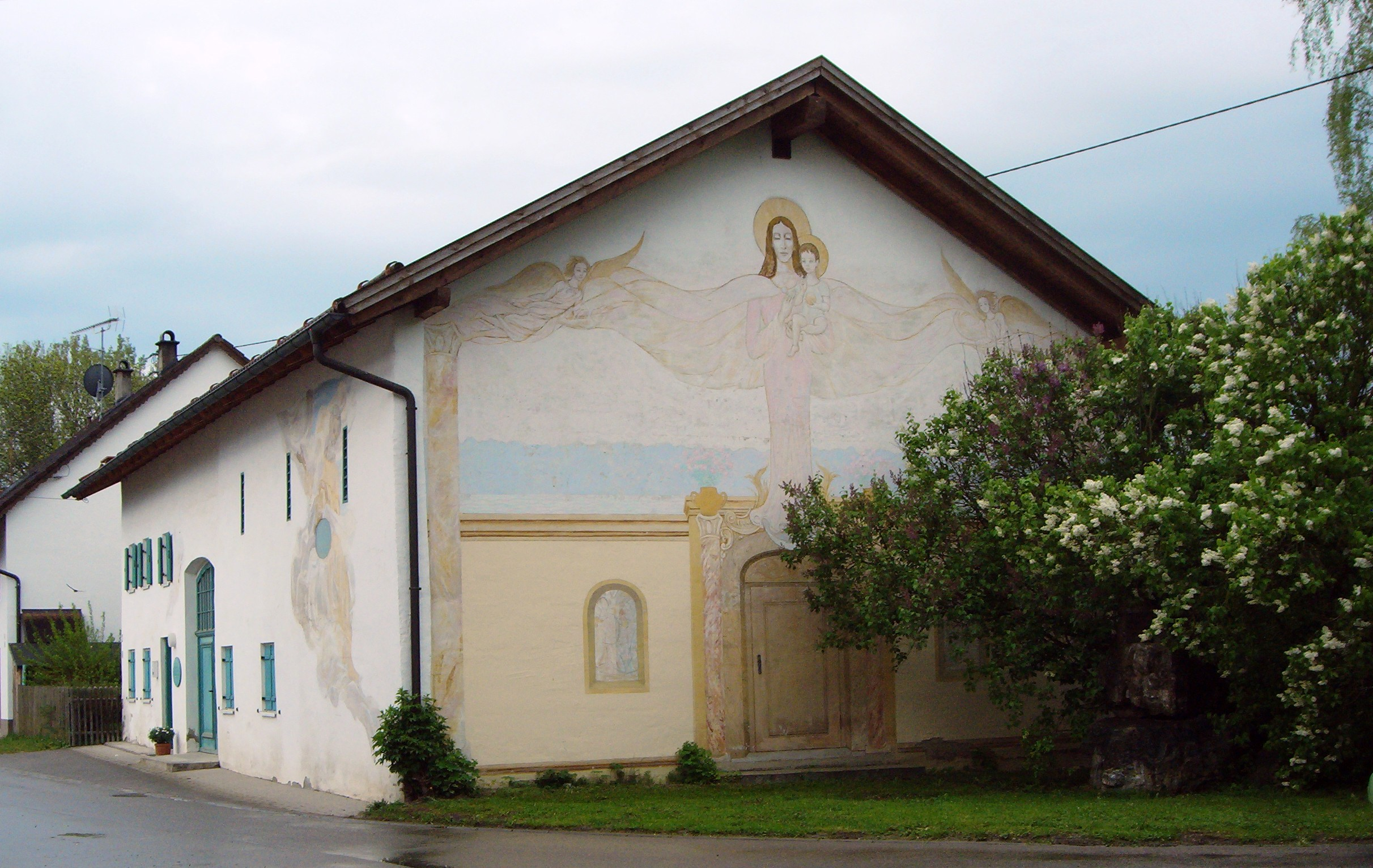
マルラ美術館

### 博物館
オーバーディーセン地区のマルラ美術館は、ミュンヘンの画家オスヴァルト・マルラの作品を中心に、年ごとに展示品を入れ替えている。マルラは1955年に友人フランツ・ハウバーを介してオーバーディーセンを訪れた。彼はここに土地を購入してアトリエを建設した。かれはここで定期的に創作を行った。1977年にオーバーディーセンのミュールヴェクス2番地の古い農家を買い取り、改築して美術館および「同好の士の魂との出会いと交流の家」として利用した。この家が現在のマルラ美術館である。

## 引用
1. ↑  https://www.statistikdaten.bayern.de/genesis/online?operation=result&code=12411-003r&leerzeilen=false&language=de Genesis-Online-Datenbank des Bayerischen Landesamtes für Statistik Tabelle 12411-003r Fortschreibung des Bevölkerungsstandes: Gemeinden, Stichtag (Einwohnerzahlen auf Grundlage des Zensus 2011)
2. ↑  Bayerische Landesbibliothek Online